# 켄 노턴

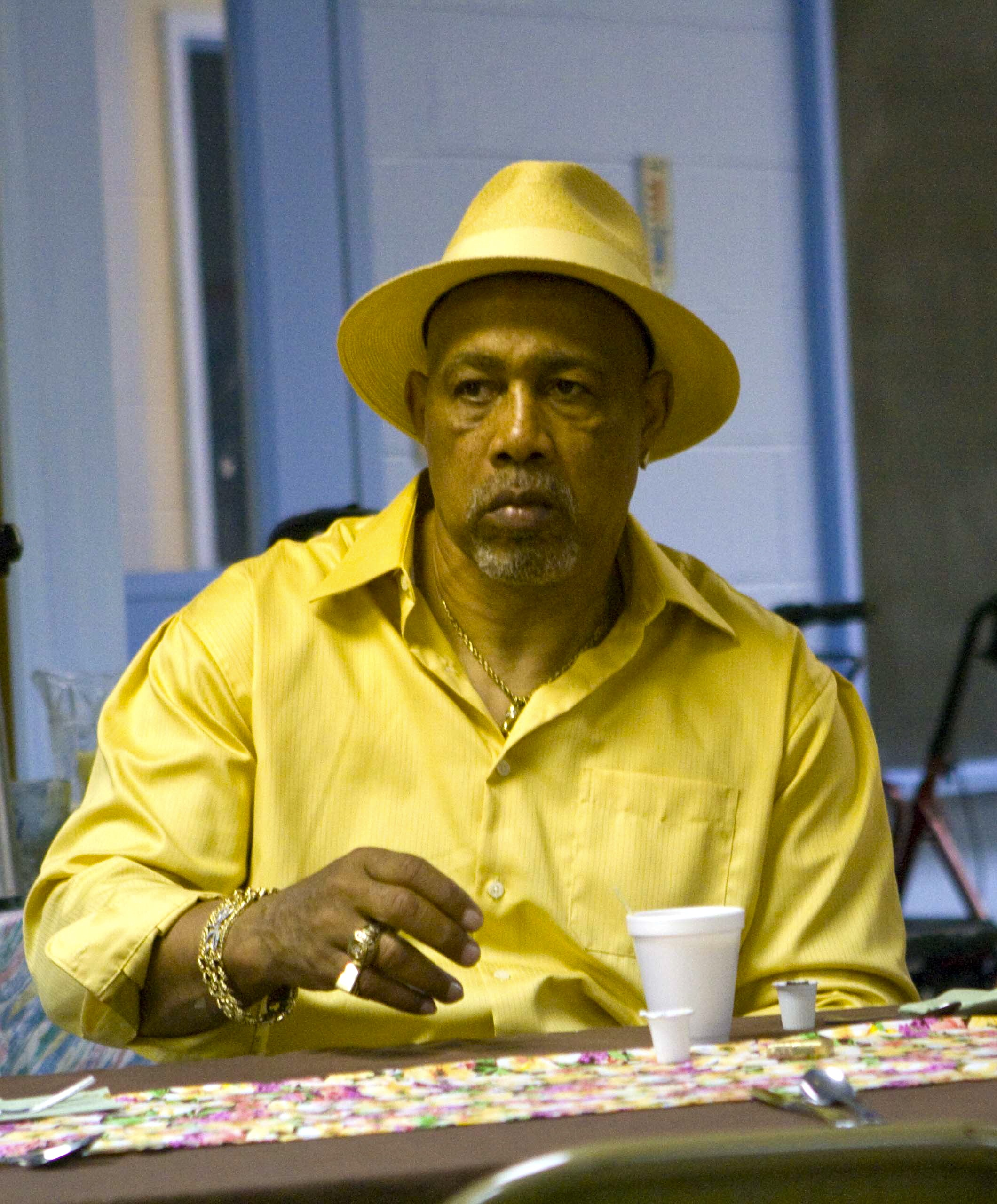
2010년 모습

켄 노턴(Ken Norton, 1943년 8월 9일 ~ 2013년 9월 18일)는 미국의 권투 선수, 배우이다.
라스베이거스에서 사망하였다. 사인은 심부전이다.

## 영화
- The All-American Boy (1973)
- 만딩고 (1975)
- 드럼 (1976, Drum)
- 불타는 태양 (1986, Oceans of Fire)
- 챔피온 포에버 (1989년) - 본인 역
- 맨 후 케임 백 (2008년)

## 도서
- GOING THE DISTANCE